# Frihed forpligter
Frihed forpligter er en dansk socialdemokratisk propagandafilm fra 1951, instrueret af Alice O'Fredericks og Robert Saaskin efter Leck Fischers manuskript.

## Medvirkende
Blandt de medvirkende kan nævnes:
- Inger Stender
- Helga Frier
- Lily Broberg
- Sigurd Langberg
- Ib Schønberg
- Johannes Meyer
- Poul Reichhardt
- Karl Gustav Ahlefeldt
- Elga Olga Svendsen
- Aage Foss
- Preben Lerdorff Rye
- Torkil Lauritzen